# Ulvu Ganizade
Ulvu Ganizade (1999) è un lottatore azero, specializzato nella lotta greco-romana.

## Biografia
Ai campionati europei di Roma 2020 ha vinto la medaglia di bronzo nel torneo dei 72 chilogrammi.

## Palmarès
| Anno | Manifestazione               | Sede     | Evento | Risultato | Note |
| ---- | ---------------------------- | -------- | ------ | --------- | ---- |
| 2018 | Campionati mondiali militari | Mosca    | 72 kg. | Argento   |      |
| 2019 | Europei                      | Bucarest | 72 kg. | 10º       |      |
| 2020 | Europei                      | Roma     | 72 kg. | Bronzo    |      |
| 2022 | Europei                      | Budapest | 72 kg  | Bronzo    |      |